# Meșeni, Rezina
Meșeni este un sat din raionul Rezina, Republica Moldova.

## Istorie
În a doua jumătate a secolului XVII, localitatea a fost inclusă în ocolul Câmpului, ținutul Orhei-Lăpușna. 
La recensământul din anii 1772-1773 în satul Mașeni, au fost înregistrate 24 de gospodării birnice, eliberat de bir a fost un preot; mazili și ruptași erau: Constantin Golescu, Todor Golescul, Vasile Golescul, Gheorghe Mariam; fără plata birului - 18 voluntari și 1 văduvă.
În 1803, în satul Mășăni din ocolul Câmpului, ținutul Orhei, erau 22 de capi de familie (birnici) care plăteau 488 lei anual.
Dicționarul Geografic din 1904, descrie satul Meșeni din valea Meșeni, făcând parte din volostea Samașcani. Avea 71 case, cu o populație de 526 suflete, țărani români.
Anuarul Eparhiei Chișinăului și Hotinului din anul 1922, în satul Meșeni este menționată biserica Adormirea Maicii Domnului, zidită din piatră în 1837. Satul era reprezentat de 130 de gospodării de naționalitate români. În calitate de preot-paroh, serviciul sacru era îndeplinit de Gheorghe Dodon, de 29 ani, absolvent al seminarului teologic, în serviciul sacru din 1917. Cântăreț era Ioan Grosu, de 32 ani, în serviciu de la 1921 pe loc.

## Administrație și politică
Componența Consiliului local Meșeni (9 consilieri), ales la 5 noiembrie 2023, este următoarea:
|  | Partid                                        | Consilieri | Componență | Componență | Componență | Componență | Componență | Componență | Componență | Componență | Componență |
|  | --------------------------------------------- | ---------- | ---------- | ---------- | ---------- | ---------- | ---------- | ---------- | ---------- | ---------- | ---------- |
|  | Partidul Dezvoltării și Consolidării Moldovei | 9          |            |            |            |            |            |            |            |            |            |